# Teulada (Italie)
Pour les articles homonymes, voir Teulada.
Teulada est une commune italienne d'environ 3 600 habitants, située dans la province du Sud-Sardaigne.

## Géographie

### Hameaux
Les hameaux de la commune sont Gutturu saidu, Masoni de susu, Masoni de monti, Su de Isseis, Perdaiola, Su fonnesu, Foxi, Malfatano, Sa portedda, Matteu, Is carillus, Genniomus et Perdalonga.

### Communes limitrophes
Domus de Maria, Masainas, Piscinas, Pula (Italie), Sant'Anna Arresi, Santadi, Giba

## Administration

### Liste des maires
| Période                                  | Période  | Identité      | Étiquette | Qualité |
| ---------------------------------------- | -------- | ------------- | --------- | ------- |
| 27 mai 2013                              | En cours | Daniele Serra |           |         |
| Les données manquantes sont à compléter. |          |               |           |         |

### Jumelages
Teulada (Espagne). La commune italienne de Teulada est jumelée avec son homonyme espagnole.

## Évolution démographique
Habitants recensés